# Yvonne Minton
Yvonne Fay Minton (ur. 4 grudnia 1938 w Sydney) – australijska śpiewaczka, mezzosopran.

## Życiorys
Ukończyła studia pod kierunkiem Marjorie Walker w Sydney oraz Henry’ego Cummingsa i Joan Cross w Londynie. W 1961 roku zdobyła nagrodę im. Kathleen Ferrier, a także została laureatką Międzynarodowego Konkursu Wokalnego w ’s-Hertogenbosch. Wystąpiła w roli Maggie Dempster w prapremierowym przedstawieniu One Man Show Nicholasa Mawa (Londyn 1964). W 1965 roku debiutowała na scenie londyńskiego Covent Garden Theatre jako Lola w Rycerskości wieśniaczej Pietro Mascagniego. Występowała w operze w Kolonii (od 1969) i na festiwalu w Bayreuth (od 1974). W 1973 roku rolą Oktawiana w Kawalerze srebrnej róży Richarda Straussa debiutowała w nowojorskiej Metropolitan Opera. Kreowała m.in. role Thei w The Knot Garden Michaela Tippetta (1970) oraz Hrabiny Geschwitz w pierwszej pełnej, 3-aktowej wersji Lulu Albana Berga. W 1983 roku zakończyła karierę śpiewaczki operowej i występowała z repertuarem koncertowym, wróciła jednak na scenę operową w 1990 roku. W 1994 roku wystąpiła na festiwalu operowym w Glyndebourne jako Łarina w Eugeniuszu Onieginie Piotra Czajkowskiego.
W 1980 odznaczona Komandorią Orderu Imperium Brytyjskiego (CBE).